# Лубенський район
Лубенський райо́н (Лубенщина) — район в Україні, на заході Полтавської області та межує з Чернігівською, Київською та Черкаською областями. Був утворений під час адміністративно-територіальної реформи в Україні 2020 року. Адміністративний центр — місто Лубни. Площа — 5472,7 км² (19,1% від площі області), населення — 190,1 тис. осіб (2020). 
До складу району входять 7 територіальних громад.

## Історія
Лубенський район утворено 19 липня 2020 року згідно із Постановою Верховної Ради України № 807-IX від 17 липня 2020 року в рамках Адміністративно-територіальної реформи в Україні. До його складу увійшли: Лубенська, Гребінківська, Пирятинська, Хорольська міські та Новооржицька, Оржицька і Чорнухинська селищні територіальні громади. Перші вибори Лубенської районної ради відбулися 25 жовтня 2020 року.
Раніше територія району входила до складу ліквідованих в той же час Лубенського (1923—2020), Гребінківського, Лохвицького, Оржицького, Пирятинського, Хорольського, Чорнухинського районів, а також міста обласного підпорядкування Лубни Полтавської області.

## Див.також
- Лубенщина (значення)